# FFA Cup
FFA Cup er den australske pokalturnering i fodbold. FFA Cup blev oprettet i 2010 og i 2014 blev den første mester kåret. Vinderen af FFA Cup kvalificerer sig til AFC Champions League.
FFA Cup er bygget op på den måde at de australske A-League hold vil træde ind i turneringen når der er 32 hold tilbage. Selve finalen vil som udgangspunkt blive spillet i november eller december.

## FFA Cup Finaler
| År   | Vindere            | Res. | Finalister     | Spillested                  |
| ---- | ------------------ | ---- | -------------- | --------------------------- |
| 2014 | Adelaide United FC | 1-0  | Perth Glory FC | Hindmarsh Stadium, Adelaide |

## Tidligere australske pokalmestre
Det er tredje gang at det australske fodboldforbund forsøger sig med en national pokalturnering. Første gang var med Australien Cup som blev spillet fra 1962 til 1968 og anden gang var med National Cup som blev spillet fra 1977 til 1997.
Her er en liste over de hold som igennem tiden er blevet kåret som australsk pokalmester:
Australian Cup
- 1962 SSC Yugal
- 1963 Slavia Melbourne
- 1964 George Cross
- 1965 Hakoah Eastern Suburbs
- 1966 APIA Leichhardt
- 1967 Melbourne HSC
- 1968 Hakoah Eastern Suburbs

National Cup
- 1977 Brisbane City
- 1978 Brisbane City
- 1979 Adelaide City
- 1980 Marconi Fairfield
- 1981 Brisbane Lions
- 1982 APIA Leichhardt
- 1983 Sydney Olympic
- 1984 Newcastle
- 1985 Sydney Olympic
- 1986 Sydney City Hakoah
- 1987 Sydney Croatia SC
- 1988 APIA Leichhardt
- 1989 Adelaide City
- 1990 South Melbourne
- 1991 Parramatta Eagles
- 1992 Adelaide City
- 1993 Heidelberg United
- 1994 Parramatta Eagles
- 1995 Melbourne Knights
- 1996 South Melbourne
- 1997 Collingwood Warriors

|  | Infoboks uden skabelon Denne artikel har en infoboks dannet af en tabel eller tilsvarende. |